# Joe Gordon (muzyk)
Joe Gordon, właśc. Joseph Henry Gordon (ur. 15 maja 1928 w Bostonie, zm. 4 listopada 1963 w Santa Monica) – amerykański trębacz i kompozytor jazzowy.
W okresie kilkunastoletniej kariery nagrywał raczej jako sideman aniżeli lider, współpracując z takimi muzykami, jak Georgie Auld, Art Blakey, Donald Byrd, Dizzy Gillespie, Dexter Gordon, Lionel Hampton, Barney Kessel, Harold Land, Shelly Manne, Charlie Mariano, Thelonious Monk, Charlie Parker, Herb Pomeroy, Don Redman i Horace Silver. W ostatnich latach życia prowadził karierę jako wolny strzelec.
Zmarł w wieku 35 lat w szpitalu w Santa Monica wskutek poparzeń, jakich doznał w pożarze domu w Venice. Prawdopodobnie sam doprowadził do zaprószenia ognia, usypiając z zapalonym papierosem.

## Wybrana dyskografia
Opracowano na podstawie materiału źródłowego.

### Jako lider

#### Albumy studyjne
- Introducing Joe Gordon (EmArcy, 1954)
- Lookin’ Good! (Contemporary, 1961)

#### Albumy kompilacyjne
- West Coast Days (ze Scottem LaFaro; Fresh Sound, 2004)
- Early Sessions (Fresh Sound, 2005)
- Last Sessions (Fresh Sound, 2015)

### Jako sideman
Art Blakey:
- Blakey (EmArcy, 1954)

Donald Byrd:
- Byrd’s Eye View (Transition, 1955)

Dizzy Gillespie:
- World Statesman (Norgran, 1956)
- Dizzy in Greece (Verve, 1957)

Barney Kessel:
- Some Like It Hot (Contemporary, 1959)

Harold Land:
- West Coast Blues! (Jazzland, 1960)

Shelly Manne:
- Son of Gunn!! (Contemporary, 1959)
- At the Black Hawk 1 (Contemporary, 1959)
- At the Black Hawk 2 (Contemporary, 1959)
- At the Black Hawk 3 (Contemporary, 1959)
- At the Black Hawk 4 (Contemporary, 1959)
- At the Black Hawk 5 (Contemporary, 1959)
- Shelly Manne & His Men: Yesterdays (Pablo, 1960)

Charlie Mariano:
- The New Sounds from Boston (Prestige, 1951)

Thelonious Monk:
- At the Blackhawk (Riverside, 1960)

Horace Silver:
- Silver’s Blue (Epic, 1956)

Jimmy Woods:
- Awakening!! (Contemporary, 1962)